# Manitoulin
Manitoulin is een eiland in het Huronmeer in de Canadese provincie Ontario. Met een oppervlakte van 2.766 km² is Manitoulin groter dan Luxemburg en is het eiland het grootste eiland in een meer ter wereld.
Manitoulin scheidt het grootste deel van het Huronmeer van de Georgianbaai in het oosten en van het North Channel in het noorden. Geologisch gezien ligt het eiland op de Niagara Escarpment, een langgerekte cuesta in Canada en de Verenigde Staten, en bestaat het hoofdzakelijk uit dolomiet. Het eiland bezit drie rivieren, de Kagawong, de Manitou en de Mindemoya, die rijk zijn aan zalm en forel. Ook beschikt het meereiland over 108 eigen meren.

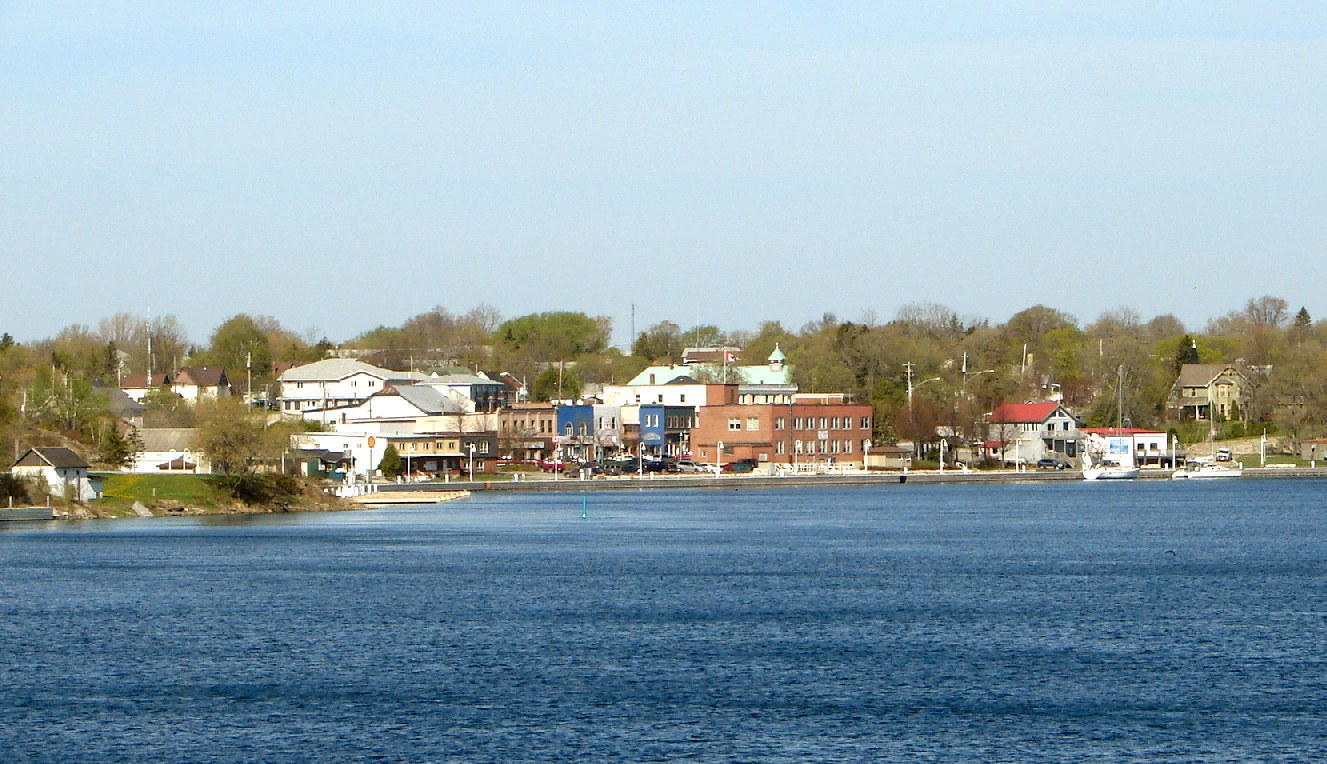
Little Current, gelegen in het uiterste noorden van het eiland

De voor zover bekend eerste Europeaan op het eiland was Joseph Poncet, een Franse jezuïet, die in 1648 een missie opzette in de buurt van Wikwemikong. De jezuïeten noemden het eiland "Île de Ste. Marie". Ziektes die door de nieuwe bezoekers werden meegebracht hadden grote gevolgen voor de inheemse bevolking van het eiland. Invallen van de Five Nations-Irokezen dreven tot 1650 ook de overgebleven bevolking van het eiland. Het eiland werd volgens de mondelinge overlevering bij wijze van reiniging verbrand en bleef de 150 daaropvolgende jaren nagenoeg onbewoond.
Na de oorlog van 1812 begonnen indiaanse volkeren terug te keren naar Manitoulin. In 1836 werd het eiland aan de Kroon afgestaan en kreeg het de status van indianenreservaat. Jean-Baptiste Proulx begon er in 1838 een katholieke missie, die in 1845 door de jezuïeten werd overgenomen.
Het eiland had in 2007 12.600 inwoners, waarvan ongeveer de helft bestaat uit indianen van de Ojibweg-stam. In het Ojibwe betekent Manitoulin "geesteneiland". In de zomer neemt de bevolking vanwege het toerisme met meer dan een kwart toe.
De enige vaste verbinding tussen Manitoulin en het vasteland wordt gevormd door de Little Current Swing Bridge, een draaibrug bij het noordelijk gelegen plaatsje Little Current. Van mei tot en met oktober bestaat daarnaast een bootverbinding, de MS Chi-Cheemaun, tussen South Baymoth op het zuiden van het eiland en de plaats Tobermory op het Bruce-schiereiland.